# Jean Dupuy (rugby à XV)
Pour les articles homonymes, voir Jean Dupuy et Dupuy.
Pas d'image ? Cliquez ici

a Compétitions nationales et continentales officielles uniquement.

b Matchs officiels uniquement.
Jean-Vincent Dupuy, dit Pipiou, né le 25 mai 1934 à Vic-en-Bigorre (Hautes-Pyrénées) et mort le 27 octobre 2010 à Tarbes, est un joueur de rugby à XV français, trois-quarts aile gauche du Stadoceste tarbais et de l'équipe de France. Il peut également joueur au poste de centre.

## Biographie
Adolescent, il est clarinettiste à l'orphéon de Vic-en-Bigorre. Il débute à 19 ans avec le Stadoceste tarbais et fait toute sa carrière de haut-niveau dans ce club, de 1953 à 1969. Très rapide (moins de 11 secondes au 100m) et très puissant, ses placages font des ravages dans les lignes adverses, et il est l'un des tout meilleurs ailiers mondiaux du début des années 1960, le cheveu ras et la moustache fournie. Jouant également au centre, il est replacé en troisième ligne à la fin de sa carrière. Après le Stadoceste tarbais, il rejoint l'Union sportive vicquoise, dont il fut également l'entraîneur, et arrête de jouer à quarante ans passés. Il tient ensuite un garage-station-service à Tarbes puis, jusqu'à sa mort, le bar Chez Pipiou à Vic-en-Bigorre.

## Palmarès
Vainqueur à quatre reprises consécutives du Tournoi des Cinq Nations, (au même titre que Michel Crauste, Alfred Roques, Jacques Bouquet et Henri Rancoule) :
- 1959
- 1960 (ex æquo avec l'Angleterre)
- 1961
- 1962.

## Statistiques en équipe nationale
Quarante sélections en équipe de France A, de 1956 (à 21 ans) à 1964, 19 essais (record battu par Christian Darrouy) 
Quatre tournées :
- Afrique du Sud en 1958 (victorieux à Johannesburg)
- et en 1964 (victorieux à Springs)
- en Argentine en 1960
- en Nouvelle-Zélande en 1961.